# Josef Truhlář
Josef Truhlář (16. října 1840 Tálín – 14. února 1914 Královské Vinohrady) byl český knihovník, literární historik, překladatel a vydavatel, který se zabýval hlavně starší českou literaturou.

## Život
Studoval na gymnasiu v Písku a v Budějovicích, potom filologii a historii na pražské universitě. Od roku 1865 pracoval v pražské universitní knihovně, od roku 1896 jako kustod. Začal publikovat roku 1867 jako klasický filolog, přeložil a vydal Horatiovy Satiry, později se věnoval studiu starší české literatury a historie. Jeho práce se vyznačují vědeckou akribií a zařazují staročeské spisy do rámce západoevropských vzorů.
Roku 1886 byl zvolen mimořádným a roku 1905 řádným členem Královské české společnosti nauk a řádným členem České akademie. Roku 1897 byl vyznamenán rytířským křížem Řádu Františka Josefa.

## Dílo
Vedle množství odborných článků v českých vědeckých časopisech publikoval i řadu knih. Z literární historie se zaměřoval zejména na dobu humanistickou, ovšem publikoval i řadu nálezových zpráv o slovanských památkách starší doby. Důležitost má i jeho příspěvek na poli kodikologie, zde zejména soupis rukopisů univerzitní knihovny.